# Пий IX
Вижте пояснителната страница за други личности с името Джовани.
Пий IX е римски папа от 16 юни 1846 г. до 7 февруари 1878 г. Понтификатът му продължава 32 г. и е най-дългият доказан в историята на Римокатолическата църква.
Роден е в Сенигалия с името Джовани Мария Мастаи-Ферети (на италиански: Giovanni Maria Mastai-Ferretti). Първоначално познат като много либерален, тъй като с началото на понтификата си освобождава всички политически затворници на предшественика си Григорий XVI. Това се променя след няколко опита за покушение срещу него. Революцията на италианските държави от 1848 г. също допринася за промяната му, когато Пий IX бяга от Рим и цялата Папска държава попада в ръцете на революционната армия. Международната му политика спрямо великите сили Франция, Германия и Русия се смята за неуспех и поради нестабилността и динамиката на светската власт в тези държави. Въпреки тези несполуки Пий IX е особено популярен сред католическите маси по целия свят, често и от състрадание и вкус към мъченичество – наричан е папа-затворник. Приема се като папа-мариан, защото преформулира и утвърждава екуменическото кредо в непорочното зачатие.